# Hesperomannia
Hesperomannia es un género de plantas con flores perteneciente a la familia   Asteraceae. es un género de plantas fanerógamas perteneciente a la familia de las asteráceas. Comprende 7 especies descritas y de estas , solo 3 aceptadas.

## Taxonomía
El género fue descrito por Asa Gray y publicado en Proc. Amer. Acad. Arts 6: 554. 1865.

## Especies aceptadas
A continuación se brinda un listado de las especies del género Hesperomannia aceptadas hasta julio de 2012, ordenadas alfabéticamente. Para cada una se indica el nombre binomial seguido del autor, abreviado según las convenciones y usos.
- Hesperomannia arborescens A.Gray
- Hesperomannia arbuscula Hillebr.
- Hesperomannia lydgatei C.N.Forbes